# Seznam francoskih violinistov
Seznam francoskih violinistov.

## A
- Pierre Amoyal

## B
- Amandine Beyer
- Madeleine Bloy-Souberbielle

## C
- Renaud Capuçon

## D
- Augustin Dumay

## F
- Zino Francescatti

## G
- Philippe Graffin
- Stéphane Grappelli

## H
- François Habeneck

## K
- Rodolphe Kreutzer

## L
- Jean-Marie Leclair
- Didier Lockwood
- Alexandre Luigini

## M
- Jacques Féréol Mazas

## P
- Jacques Parrenin
- Régis Pasquier
- Jean-Luc Ponty

## R
- Jean-Féry Rebel
- Pierre Rode

## S
- Jean-Christophe Spinosi

## T
- Jacques Thibaud
- Yan Pascal Tortelier

## V
- Sándor Végh